# アビシャグ

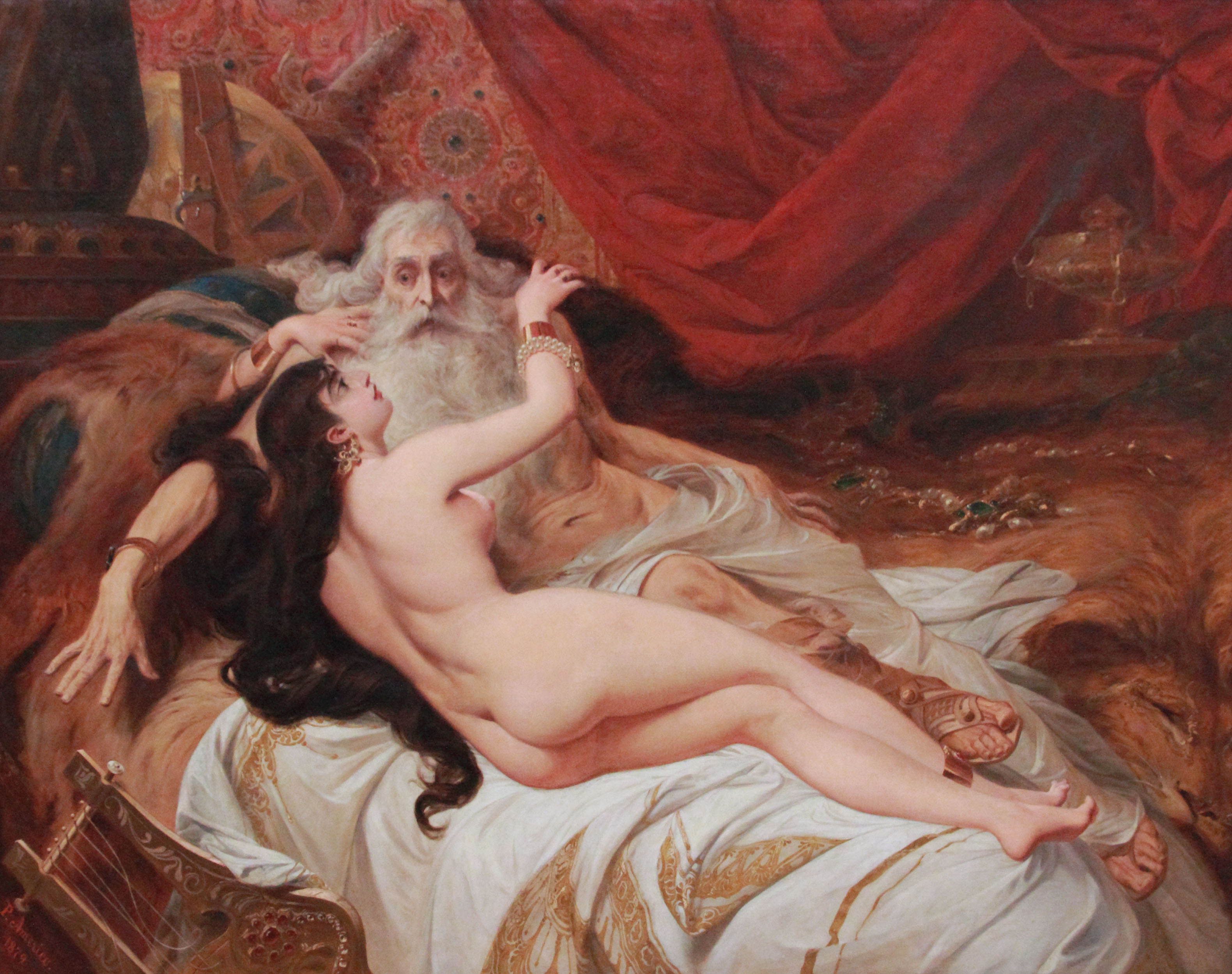
老王ダビデを温めるアビシャグ。ペドロ・アメリコ（1879年）。

アビシャグ（英: Abishag、ヘブライ語 אֲבִישַׁג (ab-ee-shag')、ギリシア語 Αβισάγ）は、紀元前10世紀ごろの古代イスラエルの美少女。
列王記上第1章第1節〜第4節によると、晩年のダビデ王は老齢のため服を重ね着しても体が温まらなくなったため、臣僕たちはダビデに若い処女を抱かせて体を温めようと考え、イスラエルの四方に美しい処女を求めた。その結果、見いだされたのが、シュネム（英: Shunem）の美少女アビシャグであった。彼女はダビデの左右に侍してつかえたが、性交することはなかったという。
列王記上第2章第14節〜第25節によると、ダビデ王の死後、ソロモン王が後を継いだ。ソロモンの異母兄であったアドニヤは、美しいアビシャグと結婚したいと思い、ソロモンの母であったバト・シェバに対して、ソロモンの許可が得られるよう取りなしを頼んだ。バト・シェバは快諾し、ソロモンのところに行き、異母兄の婚姻を認めてやるように頼んだ。ソロモンは、アドニヤは王位に対する野心を抱いているからこんなことを言い出すのだと憤慨し、その日のうちに人をやって、アドニヤを殺させた。
ソロモン王の作と伝えられる雅歌のヒロインはアビシャグであるという説、また、ソロモンが兄を殺した理由はアビシャグを自分が欲しかったからだとする説もある。